# Награде ФИНА-е
Награде за такмичаре године у воденим спортовима додељује сваке године ФИНА и њен магазин. Проглашавају се најбољи у пет спортова: пливање, ватерполо, скокови у воду, синхроно пливање и даљинско пливање.

## Пливање
| Година | Добитница         | Националност     | Добитник        | Националност     |
| ------ | ----------------- | ---------------- | --------------- | ---------------- |
| 2010.  | Тереза Алсхамар   | Шведска          | Рајан Локти     | Сједињене Државе |
| 2011.  | Миси Френклин     | Сједињене Државе | Рајан Локти (2) | Сједињене Државе |
| 2012.  | Миси Френклин (2) | Сједињене Државе | Мајкл Фелпс     | Сједињене Државе |
| 2013.  | Кејти Ледеки      | Сједињене Државе | Рајан Локти (3) | Сједињене Државе |
| 2014.  | Катинка Хосу      | Мађарска         | Чад ле Клос     | Јужна Африка     |
| 2015.  | Катинка Хосу      | Мађарска         | Мич Ларкин      | Аустралија       |
| 2016.  | Катинка Хосу      | Мађарска         | Мајкл Фелпс     | Сједињене Државе |

## Ватерполо
| Година | Добитница          | Националност     | Добитник            | Националност |
| ------ | ------------------ | ---------------- | ------------------- | ------------ |
| 2010.  | Елизабет Армстронг | Сједињене Државе | Вања Удовичић       | Србија       |
| 2011.  | Александра Асимаки | Грчка            | Филип Филиповић     | Србија       |
| 2012.  | Меги Стифнс        | Сједињене Државе | Јосип Павић         | Хрватска     |
| 2013.  | Џенифер Пареха     | Шпанија          | Денеш Варга         | Мађарска     |
| 2014.  | Меги Стифнс (2)    | Сједињене Државе | Филип Филиповић (2) | Србија       |
| Година | Женски тим         | Женски тим       | Мушки тим           | Мушки тим    |
| 2015.  | Сједињене Државе   | Сједињене Државе | Србија              | Србија       |
| 2016.  | Сједињене Државе   | Сједињене Државе | Србија              | Србија       |

## Скокови у воду
| Година | Добитница     | Националност | Добитник        | Националност |
| ------ | ------------- | ------------ | --------------- | ------------ |
| 2010.  | Чен Жуолин    | Кина         | Патрик Хауздинг | Немачка      |
| 2011.  | Ву Минсја     | Кина         | Ћу Бо           | Кина         |
| 2012.  | Ву Минсја (2) | Кина         | Иља Захаров     | Русија       |
| 2013.  | Хе Ци         | Кина         | Хе Чонг         | Кина         |
| 2014.  | Љу Хуејсја    | Кина         | Цао Јуен        | Кина         |
| 2015.  | Ши Тингмао    | Кина         | Хе Чао          | Кина         |
| 2015.  | Ши Тингмао    | Кина         | Чен Ајсен       | Кина         |

## Синхроно пливање
| 2010   | Наталија Ишченко                       | Русија          |                            |                           |
| 2011   | Наталија Ишченко (2) Светлана Ромашина | Русија · Русија |                            |                           |
| 2012   | Наталија Ишченко (3)                   | Русија          |                            |                           |
| 2013   | Светлана Ромашина (2)                  | Русија          |                            |                           |
| 2014   | Хуанг Сјуечен                          | Кина            |                            |                           |
| Година | Добитница                              | Националност    | Добитник                   | Националност              |
| 2015   | Светлана Ромашина (3)                  | Русија          | Александар Малтсев Бил Меј | Русија · Сједињене Државе |

## Даљинско пливање
| Година | Добитница              | Националност         | Добитник          | Националност     |
| ------ | ---------------------- | -------------------- | ----------------- | ---------------- |
| 2010.  | Ана Марсела Куња       | Бразил               | Валерио Клери     | Италија          |
| 2011.  | Кери-Ен Пејн           | Уједињено Краљевство | Томас Лурц        | Немачка          |
| 2012.  | Ева Ристов             | Мађарска             | Усама Мелули      | Тунис            |
| 2013.  | Полијана Окимото       | Бразил               | Томас Лурц (2)    | Немачка          |
| 2014.  | Ана Марсела Куња (2)   | Бразил               | Алан до Кармо     | Бразил           |
| 2015.  | Ана Марсела Куња (3)   | Бразил               | Џордан Вилимовски | Сједињене Државе |
| 2016.  | Шарон ван Рувендал (3) | Холандија            | Фери Вертман      | Холандија        |